# LeRoux
Louisiana’s LeRoux (также известна как LeRoux) — американская рок-группа из Батон-Ружа, Луизиана. Период её наибольшей известности пришёлся на 1978—1983 годы. Их наибольшими хитами считаются «Take a Ride On a Riverboat» с 4-х партийным а-капелльным вступлением, «New Orleans Ladies», «Nobody Said It Was Easy (Lookin' For the Lights)» (самый рейтинговый хит-сингл), «Addicted», и «Carrie’s Gone». Музыка группы, хотя и поп-ориентированная, сочетала в себе многочисленные элементы фанка, R&B, диксиленд джаза, рока, с характерным каджун-привкусом присущим многим другим артистам Луизианы, области славящейся своими разнообразными музыкальными влияниями и стилями. Ансамбль и по сей день продолжает концертную деятельности по всей территории США, приняв участие в целой веренице фестивалей и ярмарок Луизианы в 2008 и 2009 годах.

## Первый период
Группа была основана в 1977 году, тогда же подписала контракт с Capitol Records как The Jeff Pollard Band, но вскоре сменила своё название на Louisiana’s LeRoux, что означало ру, распространённую в среде каджунов подливку для приготовления блюда гумбо. Все композиции дебютного одноимённого альбома 1978 года были написаны и исполнены Поллардом, кроме основного хита «New Orleans Ladies», авторства Медики. Также некоторый успех имела «Bridge Of Silence». После ещё двух дисков («Keep the Fire Burnin'», и «Up») последовала потеря контракта с Capitol.
В 80-х годах, начиная с альбома «Up», приставка «Louisiana’s» была убрана из названия группы и они остались просто «LeRoux». В 1981 году они подписывают контракт с RCA, и выпускают свою четвёртую работу «Last Safe Place», ставшую их самым громким успехом. Сингл «Nobody Said It Was Easy» в начале 1982 года попал в Top 20.
Следующие изменения наступили с уходом Кампо и Полларда, решивших оставить рок-музыку и посвятивших себя баптистской церкви. Сменившие их Ферги Фредериксен и гитарист Джим Одом, стали авторами хит-сингла с пятого альбома LeRoux «So Fired Up». Композиция «Carrie’s Gone» была написана под воздействием разрыва Фредериксена с актрисой Керри Гамильтон. К сожалению низкие результаты продаж повлекли за собой утрату контракта с RCA, и последующий распад группы.
После распада, гитарист Тони Хасельден в конце 1980-х перебрался в Нашвилл, где написал ряд кантри-хитов для других исполнителей. Таких как «It Ain’t Nothing» для Кита Уайтли, «That’s My Story» для Коллин Рэй, «Mama Knows» для группы Shenandoah и многие другие. Басист и продюсер Леон Медика также проживал в Нашвилле, работал как студийный музыкант и поэт-песенник.

## Второй период
После выпуска в 1996 году сборника лучших композиций «Bayou Degradable: The Best of Louisiana’s LeRoux», группа решает собраться вновь для серии концертов на юге США и северном побережье Мексиканского залива. Оригинальные участники — Медика, Хасельден, Петерс, Родди и Кампо — объединились с другими бывшими членами — Джимом Одомом и Рэнди Кнапсом (пришедшему некогда в группу на смену Фредериксену вскоре после выпуска 5-го альбома), а также новыми музыкантами Бу Пошью, Нельсоном Бланшардом и Марком Дьюту. Спустя год ушёл Кампо. В мае 2007 года на посту вокалиста LeRoux Кнапса заменил Терри Брок.
Члены LeRoux принимали участие в записи альбомов Тэба Бенуа «Brother to the Blues» и «Power of the Ponchartrain», а также концертного DVD и CD в Нашвилле вместе с Тэбом в начале мая 2007 года. Позднее отправились с ним совместное турне по Соединённым Штатам Америки.
10 октября 2009 года, в процессе их выступления на фестивале Тэба Бенуа «Voice of the Wetlands», в Хуме, LeRoux была включена в Луизианский зал музыкальной славы, став 50-м членом этого учреждения.

## Дискография
- 1978 — Louisiana’s LeRoux
- 1979 — Keep the Fire Burnin'
- 1980 — Up
- 1981 — Last Safe Place
- 1982 — So Fired Up
- 1996 — Bayou Degradable: The Best of Louisiana’s LeRoux (компиляция)
- 2000 — Ain’t Nothing But a Gris Gris
- 2000 — AOR Live (концертный)
- 2002 — Higher Up (концертный, записан в 1980 году)